# Chico Buarque de Hollanda N°4
Chico Buarque de Hollanda - Nº4  è un album del musicista brasiliano  Chico Buarque ed è stato inciso in Italia nel 1970, durante il suo esilio dal paese natale.

## Tracce
Testi e musica di Chico Buarque eccetto dove diversamente indicato.

### Lato A
1. Essa moça tá diferente
2. Não fala de Maria
3. Ilmo. Sr. Ciro Monteiro ou Receita pra virar casaca de neném
4. Agora falando sério
5. Gente humilde (Chico Buarque, Aníbal Augusto Sardinha "Garoto", Vinícius de Moraes)
6. Nicanor

### LATO B
1. Rosa dos ventos
2. Samba e amor
3. Pois é (Chico Buarque, Tom Jobim)
4. Cara a cara
5. Mulher, vou dizer quanto te amo
6. Os inconfidentes (Cecília Meireles, Chico Buarque)